# Луя (провинция)
Луя (исп. Provincia de Luya) — одна из семи провинций, образующих департамент Амасонас на северо-востоке Перу.
На севере граничит с провинцией Уткубамба, на востоке — с провинцией Бонгара, на юге — с провинцией Чачапояс и на западе — с департаментом Кахамарка.
Луя — археологическая столица региона Амасонас, местонахождения крепости Куэлап, одной из жемчужин Перу.

## Столица
Административным центром провинции является город Ла́муд.